# Becherov
Becherov este o comună slovacă, aflată în districtul Bardejov din regiunea Prešov. Localitatea se află la altitudinea de 426 m deasupra n.m., se întinde pe o suprafață de 19,09 km2 și în 2017 număra 280 de locuitori.

## Istoric
Localitatea Becherov este atestată documentar din 1414.

## Demografie
| An:                | 1994 | 2004   | 2014   | 2024   |
| ------------------ | ---- | ------ | ------ | ------ |
| Număr de persoane: | 294  | 285    | 279    | 275    |
| Diferență:         |      | −3,06% | −2,10% | −1,43% |

| An:                | 2023 | 2024   |
| ------------------ | ---- | ------ |
| Număr de persoane: | 276  | 275    |
| Diferență:         |      | −0,36% |